# Knoten Graz-West
Het Knoten Graz-West is een knooppunt in de Oostenrijkse deelstaat Stiermarken. Op dit knooppunt in het zuidwesten van de stad Graz kruisen de A2 en de A9.

## Bouwvorm
Het knooppunt is een mixvormknooppunt.